# NHK大津放送局
NHK大津放送局（エヌエイチケイおおつほうそうきょく）は、滋賀県を放送対象地域とする日本放送協会（NHK）の地域放送局。総合テレビ、ラジオ第1放送、FM放送で滋賀県域向けの放送を行っている。Eテレとラジオ第2放送は、大阪放送局が担っている。
2020年（令和2年）9⽉に地上3階建てのNHK新⼤津放送会館が完成（2021年4月運用開始）。2022年（令和4年）にJIA優秀建築100選を受賞している。

## 沿革
- 1941年11月1日 - 社団法人日本放送協会大阪中央放送局大津出張所として開設（現在の大津市浜大津）[2]。
- 1942年2月25日 - 彦根臨時放送所開局（電波管制にともなう措置）。
- 1945年10月26日 - 彦根臨時放送所、彦根中継放送所に改称。
- 1946年9月1日 - 彦根中継放送所の呼出符号、JOBK5に決定。
- 1948年
  - 5月1日 - 大津出張所、大津支局に改称。彦根中継放送所を管轄下におく。
  - 7月1日 - 彦根中継放送所の呼出符号、JOBSに変更。
- 1950年6月1日 - 放送法施行にともない社団法人日本放送協会が解散、特殊法人としての日本放送協会が一切の権利義務を継承。
- 1951年7月1日 - 大津支局、大津放送局に改称。
- 1960年9月1日 - 大津VHFテレビジョン実験局開局。
- 1962年2月21日 - 大津UHFテレビジョン実験局開局。
- 1964年12月1日 - ラジオ第1放送でローカル放送を開始。
- 1966年
  - 3月1日 - 大津テレビジョン中継局がUHFで開局。
  - 7月1日 - 大津UHFテレビジョン実験局閉局。
- 1967年3月11日 - 大津市打出浜に局舎落成（3月12日 運用開始）[2]。
- 1970年12月1日 - FM放送でローカル放送を開始（呼出符号JOQP-FM）。
- 1971年4月1日 - 総合テレビでローカル放送を開始（中継局から放送局へ。呼出符号JOQP-TV）。
- 1982年11月1日 - ラジオ第1放送の呼出符号、JOQPに変更。
- 2005年4月1日 - 総合テレビのデジタル放送を開始（呼出符号JOQP-DTV）。
- 2011年7月24日 - 総合テレビのアナログ放送終了。24:00までに完全停波。
- 2018年8月27日 - 大津市京町三丁目4番22号の移転新築地（旧・滋賀会館跡地[2]）[3]にて、9月の着工に先立ち、局舎新築工事安全祈願が、堂元光副会長や施工業者の松村組など関係者出席のもと行われる。敷地面積4,200㎡、地上3階、地面より81mの鉄塔を備える。
- 2020年9月30日 - 建物完成。
- 2021年4月19日 - 局舎移転運用開始[2]。10:00にオープン。同時に大津放送局送出番組でもチャンネルロゴ表示「NHK G」が表示されるようになった。
- 2022年10月3日 - NHKプラスで地域向けのテレビ番組の見逃し配信が開始[4]。
- 2023年4月1日 - 令和改革により、部制（放送部・営業推進部等）からセンター制に見直され、コンテンツセンター、経営管理企画センターへ再編された。

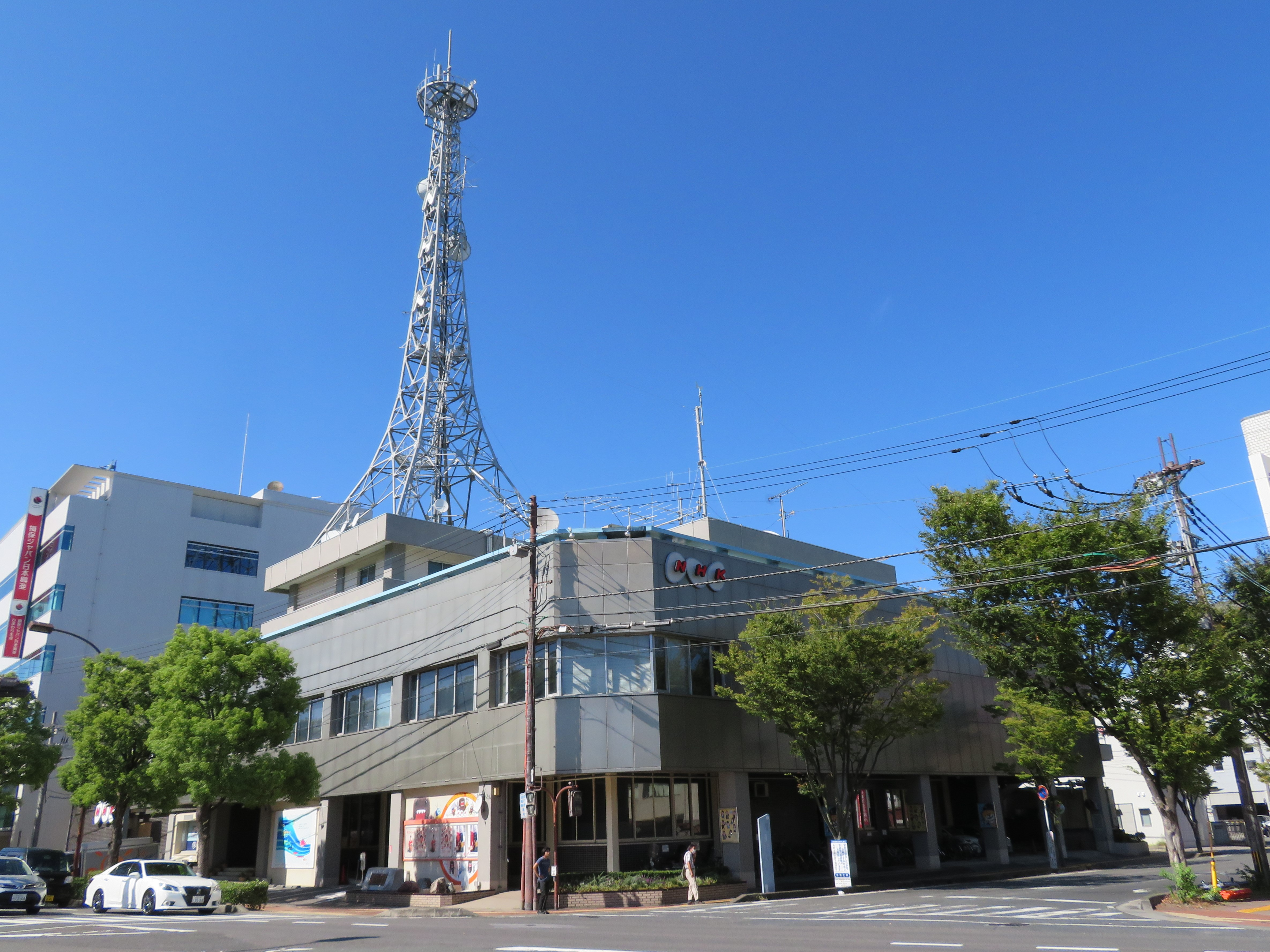
旧放送会館（2019年9月）

## 送信所（親局）
- 総合テレビ（JOQP-DTV）大津26ch（100W。リモコンキーID：1）
  - 放送区域内世帯数約20万世帯。
  - アナログ時代の親局は28chであり、中継局受信区域を含め「2チャン」と呼ばれていた。
- ラジオ第1放送（JOQP[5]）彦根945kHz（出力1kW）（KBSラジオ滋賀放送局と共用）
- FM放送（JOQP-FM）湖南84.0MHz（出力1kW）（e-radioと共用）

## 主な中継局
- Eテレ大阪放送局（JOBB-DTV）大津中継局 13ch（30W、上記総合テレビ大津放送局親局と同所）　
  - 放送区域内世帯数約18万世帯
- FM放送[6]
  - 米原山東 83.1MHz
  - 甲賀信楽 88.9MHz
- ラジオ第2放送は滋賀県内に送信・中継施設は所在せず、大阪放送局（送信所：羽曳野市）JOBB・828kHz（300kW）が担っている。

## 支局
- 彦根

## お天気カメラ
- 大津市
  - 大津放送局
  - びわ湖大津プリンスホテル
  - アメニティ石山寺リバープレミア（分譲マンション）
  - びわ湖バレイ
- 高島市
  - 今津サンブリッジホテル
- 草津市
  - ザ・草津タワー（分譲マンション）
- 守山市
- 彦根市
- 長浜市
  - ※アメニティ石山寺リバープレミアと彦根は名神高速道路とJR東海東海道新幹線が確認できる。

## 主な大津局制作番組

### 現在
総合テレビ
※祝日・お盆期間（一部番組は短縮）・年末年始は放送休止（大阪放送局の送出番組を放送）。
太字はNHKプラスの「ご当地プラス」において見逃し配信を実施している番組。
- 滋賀県の気象情報（平日 11:57 - 12:00）
- おうみ発630（平日 18:30 - 19:00、お盆期間などは短縮して放送）
- おうみ845（平日 20:45 - 21:00）
  - 祝日は、20:55 - 21:00に「ニュース・気象情報（関西）」を5分間放送。
  - ゴールデンウィーク・お盆などは休止し、「ニュース845～関西のニュースと気象情報～」を放送する。

ラジオ第1放送・FM放送
- しが!!防災応援ラジオ（第3金曜日 18:00 - 18:50、FM放送）
- ニュース・気象情報・交通情報（平日 18:50 - 19:00、ラジオ第1放送、FM放送）
  - 上記時間帯以外の平日、土日・祝日・年末年始は全時間帯で大阪発となっている。

### 過去
- 滋賀発地域ドラマ 石坂線物語
  - vol.1「華の火」（2012年9月14日 19:30 - 19:55、総合テレビ）
  - vol.2「豆腐の味」（2012年12月7日 19:30 - 19:55、総合テレビ）
  - vol.3「おかえり」（2013年3月15日 19:32 - 19:57、総合テレビ）

当局が初めて製作したドラマ（全3回）。当局での放送後、1本のオムニバス形式に編集され、2013年3月27日 22:00 - 23:00にBSプレミアムで、同年4月29日13:05に総合テレビで全国放送された。また、新局舎への移転記念として、2021年4月29日10:05より1本のオムニバス形式版が当局で再放送された。
- 滋賀発地域ドラマ 田上トパーズ!（2013年12月11日、BSプレミアム）[7][8]
- 大津放送局開局80周年記念ドラマ キャンパスで会おう!（2021年11月19日19:30 - 20:43、総合テレビ[注 1]）[注 2][9][10][11]　※主演は八木莉可子でイッセー尾形も出演した。
- QPジョッキー（平日 18:00 - 18:50、FM放送）※1991年3月まで放送。
- QPリクエストアワー（土曜日 15:00 - 18:00、FM放送）※同じく1991年3月まで放送。以前は15:05、それ以前は15:10スタートだった。当時、近隣の西武百貨店関西大津店より、公開生放送を行う場合があった。

## アナウンサー・キャスター
| 氏名         | 前任地           | 担当番組                                              |
| アナウンサー | アナウンサー     | アナウンサー                                          |
| ------------ | ---------------- | ----------------------------------------------------- |
| 田中崇裕     | 神戸             | アナウンスグループ統括 おうみ845 各種スポーツ中継     |
| 別井敬之     | 名古屋           | おうみ発630 （キャスター） おうみ845 各種スポーツ中継 |
| 岡隆一       | 奈良             | おうみ発630 （キャスター） おうみ845                  |
| キャスター   |                  |                                                       |
| 上原あずみ   | 高松             | おうみ発630 （キャスター）                            |
| 平田惟       | 京都             | おうみ発630 （キャスター）                            |
| 山口音々     | 松江（浜田支局） | おうみ発630 （リポーター） ぐるっと関西おひるまえ     |
| 黒田麻梨奈   |                  | おうみ発630 （リポーター） ぐるっと関西おひるまえ     |
| 猪崎由華     | 京都             | おうみ発630 （リポーター） ぐるっと関西おひるまえ     |
| 気象予報士   |                  |                                                       |
| 石井元樹     |                  | 滋賀県の気象情報 おうみ発630 ほっと関西サタデー       |
| 小寺啓太     |                  | 滋賀県の気象情報 おうみ発630                          |

## 表彰
- 2005年にはJRA賞馬事文化賞をNHKスポーツ報道センターとともに受賞した。対象は『NHKスペシャル』で放送されたディープインパクトのドキュメント番組[12][13]。

## 備考
- 毎年3月第1日曜日に開催されていたびわ湖毎日マラソンでは、当局に中継拠点が置かれていたが、制作は大阪放送局が担当していた（大阪マラソンとの統合により2021年が最後となった）。